# Bistreț, Dobrici
Bistreț (în bulgară Бистрец , în română Paragic) este un sat situat în partea de nord-est a Bulgariei în Regiunea Dobrici, Dobrogea de Sud. Aparține administrativ de comuna Krușari. La recensământul din 2001 avea o populație de 418 locuitori.
Între anii 1913-1940 a făcut parte din plasa Ezibei a județului Caliacra, România.

## Demografie
Componența etnică a satului Bistreț
     Bulgari (10,61%)
     Turci (87,61%)
     Nicio identificare (1,76%)
     Altele (0%)
La recensământul din 2011, populația satului Bistreț era de 113 locuitori. Din punct de vedere etnic, majoritatea locuitorilor (87,61%) erau turci, cu o minoritate de bulgari (10,61%). Pentru 1,76% din locuitori nu este cunoscută apartenența etnică.